# Philodendron acreanum
Philodendron acreanum är en kallaväxtart som beskrevs av Kurt Krause. Philodendron acreanum ingår i släktet Philodendron och familjen kallaväxter. Inga underarter finns listade.